# Mwenezi (Fluss)
Der Mwenezi (im Oberlauf Manisi) ist ein gut 400 km langer Fluss in Simbabwe.

## Verlauf
Der Fluss entspringt auf halbem Weg zwischen Esigodini und Zvishavane in der Provinz Südmatabeleland. Er fließt nach Südosten in Richtung Rutenga und Mbizi in der Provinz Masvingo. Von dort weiter über die Grenze zu Mosambik, hinter der er in den Limpopo mündet.

## Landschaft
Der Fluss durchquert ein semiarides Gelände mit Gras-, Busch- und lockerem Baumland, in dem vor allem Rinderzucht betrieben wird. In der Trockenzeit führt der Fluss selten Wasser. In seinen unteren Teilen nach Mbizi erreicht er ein ebenes und so gut wie menschenleeres Gebiet, das auf allen Seiten der Grenzen nur aus Tierschutzgebieten besteht.